# Old Self
Old Self, anche noto come Old Self Mixtape e Trippie Redd’s Old Self, è il quarto mixtape del rapper statunitense Trippie Redd, pubblicato il 28 febbraio 2019 dalla TenThousand Projects.
Il mixtape presenta le collaborazioni di Hendoo?, SknnyBlu3, Kodie Shane, TTOKT, Rasta papii, Fooly Faime, Lil Twist, Bobby Biz e Major Zoe.

## Tracce
1. Super Sayin 14 – 2:59
2. Careless Vibes (feat. Hendoo?) – 2:06
3. Real (feat. SknnyBlu3) – 3:31
4. Lithium – 2:38
5. FUCK NIGGA (feat. Kodie Shane) – 3:37
6. DRUGGY (feat. TTO K.T.) – 3:11
7. Trench Dweller – 3:22
8. Love is Dead – 2:30
9. 2014 freestyle – 2:20
10. I'm Rich ! – 1:36
11. APPLY THE PRESSURE (feat. TTO K.T.) – 3:20
12. Pull Up On You (feat. Rasta Papii) – 4:12
13. HOT BOYS (feat. Lil Twist & Fooly Faime) – 3:17
14. Beat it – 3:01
15. Way home (feat. Major Zoe & Bobby Biz) – 3:26
16. Superman (feat. Major Zoe) – 2:31
17. Turn Me Up (feat. Major Zoe) – 2:57